# Maesobotrya scariosa
Maesobotrya scariosa är en emblikaväxtart som beskrevs av Ferdinand Albin Pax. Maesobotrya scariosa ingår i släktet Maesobotrya och familjen emblikaväxter.
Artens utbredningsområde är Kamerun. Inga underarter finns listade i Catalogue of Life.